# اکدوگان، کیزیلکاماهام
اکدوگان، کیزیلکاماهام (به لاتین: Akdoğan, Kızılcahamam) یک منطقهٔ مسکونی در ترکیه است که در استان آنکارا واقع شده‌است.